# سیارک ۲۳۸۰۹
سیارک ۲۳۸۰۹ (به انگلیسی: 23809 Haswell، نامگذاری:1998QC44) بیست و سه هزار و هشتصد و نهمین سیارک کشف شده‌است که در ۱۷ اوت ۱۹۹۸ کشف شد.
قدر مطلق سیارک برابر ۱۳.۵ است.